# Список президентів Сирії
Це список президентів Сирії.

## Список
Мандат Франції
- 1930—1931 — Тадж ад-Дін аль-Гасані
- 1932—1936 — Мухаммед Алі-бей аль-Абід
- 1936—1939 — Гашім аль-Атасі
- 1939—1941 — Бахідж аль-Хатіб
- 1941 — Халід аль-Азм
- 1941—1943 — Тадж ад-Дін аль-Гасані (2 — ий раз)

Незалежність
- 1943—1949 — Шукрі аль-Куатлі
- 1949—1951 — Гашім аль-Атасі (2 — ий раз)
- 1951—1954 — Адіб Шішеклі
- 1954—1955 — Гашім аль-Атасі (3 — ий раз)
- 1955—1958 — Шукрі аль-Куатлі (2 — ий раз)

Об'єднання з Єгиптом (ОАР)
- 1958—1961 — Гамаль Абдель Насер

Незалежність
- 1961—1963 — Назім аль-Кудсі
- 1963—1966 — Амін аль-Гафез
- 1966—1970 — Нуреддін аль-Атасі
- 1970—1971 — Ахмад аль-Хатіб
- 1971—2000 — Хафез аль-Асад
- червень—липень 2000 — Абдель Галім Хаддам
- 2000—2024 — Башар аль-Асад

Тимчасовий керівник Сирії
- 2024—2025 — Ахмед аш-Шараа

Президент Сирії на перехідний період
- з 2025 — Ахмед аш-Шараа